# Менкуш Галина Іванівна
Гали́на Іва́нівна Ме́нкуш (нар. 22 листопада 1944, Львів) — українська співачка (меццо-сопрано), бандуристка, авторка пісень, педагогиня. Народна артистка України (2002). Номінантка Національної премії України імені Тараса Шевченка (1997).

## Життєпис
Народилася 22 листопада 1944 року у Львові, в родині членів УПА, підпільників. Батько, Іван Білий, загинув два місяці перед цим, 17 жовтня 1944 року, в бою з підрозділами НКВД.
Мати Галини — Ярослава Менкуш-Заневчик (1923—2012) — організаторка жіночої сітки ОУН в Городоцькому районі, активна діячка руху шістдесятників, політув'язнена мордовських таборів, майстриня вишивки та народного одягу, співзасновниця Ліги українських жінок, Вона довгий час перебувала у підпіллі, тому до 12 років дівчинку виховувала мамина тітка Ксеня.
Галина Менкуш закінчила спеціальну музичну школу-інтернат ім. С. Крушельницької (1962) та Львівську консерваторію (1967, клас В. Герасименка). Навчалася у композитора А. Кос-Анатольського. Отримала фах концертного виконавця, педагога та диригента. Діяльність розпочала солісткою Укрконцерту в Києві. Згодом брала участь в Українському республіканському конкурсі молодих виконавців на народних інструментах та отримала там 1-у премію і звання лауреатки конкурсу (1969).
1969—1974 рр. — солістка заслуженого академічного українського народного хору ім. Г. Верьовки; 1974–1991 рр. — солістка Київської філармонії.
Викладачка Національної музичної академії України ім. П. І. Чайковського (1992—1996); доцент Київського національного університету культури і мистецтв (з 1994 р.); педагогиня Київської дитячої академії мистецтва (з 1996). Виховала лавреатів Міжнародного конкурсу бандуристів ім. Гната Хоткевича сестер Сокальських (тріо бандуристок), всеукраїнських та міжнародних конкурсів Іванну Калашник, Катерину Коврик, Анастасію Кравченко та інші.
Галина Менкуш виступала в усіх республіках СРСР, гастролювала в Польщі, Німеччині, Канаді, США, Чехії, Італії, Австрії. Була учасницею II Міжнародного бандурного фестивалю ім. Гната Хоткевича в Перемишлі (Польща).
2000 р. київським видавництвом «Задруга» вийшла друком перша авторська збірка музичних творів мисткині «Бандура моя, мальованая…».

## Творчість
В репертуарі Галини Менкуш — українські народні пісні, аранжування творів для бандури, інструментальні композиції, твори Баха, Бетховена, Лисенка, Равеля, Скарлатті та інших. Була першою виконавицею творів для бандури А. Кос-Анатольського, А. Коломійця, М. Дремлюги, Богдани Фільц.
Авторка пісень на тексти українських поетів: Т. Шевченка («Кругом неправда і неволя», «Гомоніла Україна»), О. Олеся (драматичні балади «Ворони», «Лебідь»), М. Вороного («Євшан-зілля»), Д. Павличка («Смерека»), В. Симоненка («Ой майнули білі коні», «Ти знаєш, що ти людина», «Лебеді материнства»), В. Стуса («Ярій, душе», «Ой, земле, втрачена, явися», «Сто років, як сконала Січ»), Л. Костенко («І як тебе тепер забути», «Осінній день»). В репертуарі бандуристки оригінальні кобзарські та авторські думи, власні обробки народних пісень, записаних Лесею Українкою, І. Франком, С. Руданським, П. Тичиною.
1981 року разом із відомою акторкою Неонілою Крюковою наважилася поставити моновиставу «Маруся Чурай» за забороненою тоді поемою Ліни Костенко. За тиждень до прем'єри захід перенесли до приміщення Будинку культури заводу «Арсенал». Прем'єра «Марусі Чурай» відбулася з аншлагом. У Колонному залі філармонії моновистава прозвучала у 1987 р., коли Ліну Костенко висунули на здобуття Шевченківської премії.
Мисткиня є авторкою шести пісень для голосу і бандури на слова поета-шістдесятника В. Іванишина, серед яких пісня «Тернова ружа», на вірш, присвячений другові поета, котрий відбував покарання у Сибіру, — В'ячеславу Чорноволу. Вперше цей твір виконало тріо «Золоті ключі».
Галина Менкуш створила музичний супровід до фільму «Пропала грамота» (1972, реж. Б. Івченко). У фільмі використано також її авторську «Колискову» (слова В. Іванишина), відому під назвою «Гой-да, гой-да, гой», у виконанні Ніни Матвієнко. 2008 року на «Колискову» було знято мультфільм (реж. Єлизавета Скворцова), який потрапив до числа найкращих колискових світу.

## Записи
- «Ой крикнула лебідонька» — (довгограюча платівка — «Мелодія», 1987, Москва). Тираж 1000 примірників.
- «Маруся Чурай» — фірма «Кобза» 1989 (Канада)
- «Наша дума, наша пісня» — фірма «Кобза» 1989 (Канада)
- «Галина Менкуш» — фірма «Євшан», 1990 (Канада)
- «Пісні Галини Менкуш» — (фірма «Лев», Львів, 1996)
- «Сад любові» — (фірма «Лев», Львів, 1996)